# Reina Bonta
Reina Gabriela Bonta y Villafañe (New Haven, Estados Unidos; 17 de abril de 1999) es una futbolista filipina nacida en Estados Unidos. Juega de defensa central y su equipo actual es el Santos FC del Campeonato Brasileño. Es internacional absoluta por la selección de Filipinas desde 2022. Además de futbolista, Reina es productora cinematográfica. Es hija de padre filipino-estadounidense y madre nuyorriqueña, siendo sus abuelos maternos puertorriqueños.

## Trayectoria
Bonta comenzó su carrera a nivel universitario por los Yale Bulldogs de la Universidad de Yale.
Tras pasar por el San Francisco Nighthawks, la defensa fichó en el Santos FC del Campeonato Brasileño.

## Selección nacional
Bonta debutó por la selección de Filipinas en octubre de 2022 ante Costa Rica.

## Clubes
| Club                        | País           | Año           |
| --------------------------- | -------------- | ------------- |
| Yale Bulldogs (Universidad) | Estados Unidos | 2017-2021     |
| San Francisco Nighthawks    | Estados Unidos | 2022-2023     |
| Santos FC                   | Brasil         | 2023-presente |